# The Singing Outlaw
The Singing Outlaw is een Amerikaanse western uit 1937 onder regie van Joseph H. Lewis. Destijds werd de film in Nederland uitgebracht onder de titel De zingende rover.

## Verhaal
Scrap Gordon is getuige van een duel op leven en dood tussen een sheriff en een bandiet. Daarbij komen de beide partijen om het leven. Gordon besluit zich voor te doen als de bandiet, zodat hij de boevenbende kan oppakken. Een sheriff is hem voor, maar hij denkt dat ook Gordon deel uitmaakt van de bende en hij beschuldigt hem van de moord op zijn collega.

## Rolverdeling
| Acteur          | Personage              |
| --------------- | ---------------------- |
| Bob Baker       | Scrap Gordon           |
| Joan Barclay    | Joan McClain           |
| Fuzzy Knight    | Longhorn               |
| Harry Woods     | Leonard Cueball Qualey |
| Carl Stockdale  | Sheriff John Haight    |
| LeRoy Mason     | Teton Joe Dogarda      |
| Bob Card        | Kolonel Bixby          |
| Edward Peil sr. | Sheriff                |
| Glenn Strange   | Hulpsheriff            |